# Mazda HR-X
HR-X – koncepcyjny samochód osobowy japońskiej marki Mazda. Pierwsza odsłona modelu HR-X miała miejsce w 1991 roku podczas Tokyo Motor Show. Mazda zaprezentowała swój pierwszy prototyp samochodu wykorzystujący silnik Wankla napędzany wodorem, połączony poprzecznie z silnikiem elektrycznym i automatyczną skrzynią przekładniową. Jednostka napędowa została umieszczona za siedzeniami. Prędkość maksymalna to 220 km/h.
Model nie wszedł do produkcji seryjnej.